# Bleu de Vienne
Le bleu de Vienne est une race de lapin domestique originaire d’Autriche. Il se caractérise par sa robe de couleur bleu ardoise. On le rencontre principalement en Allemagne, en Suisse et aux Pays-Bas.

## Origine
La coloration bleue est très ancienne et est apparue en divers endroits. Ainsi, le biologiste hollandais Leuwenhock avait déjà décrit ce type de coloration au XVIIe siècle. Mais c’est l’Autrichien J. K. Schultz qui est reconnu comme être à l’origine des lapins bleus de Vienne. Ceux-ci seraient issus de croisements entre des lapins lorrains et géants en provenance de Belgique, avec un apport de sang bélier. En 1895, quinze lapins « géant bleu de Vienne » sont exposés dans la ville éponyme. Cette dénomination se justifiait par la grande taille de la race, dont le poids oscillait autour de 6 kg. Par la suite, la sélection va se focaliser sur la couleur bleu uniforme de la robe, aux dépens de la taille qui va un peu diminuer. La race est devenue officielle en France en 1926.

## Description
Le bleu de Vienne est un lapin de taille moyenne, qui pèse entre 3,5 et 5,5 kg. Il a un corps cylindrique et bien musclé, avec un avant-train bien développé, une poitrine pleine, un râble épais et une croupe arrondie. Le cou presque imperceptible porte une tête forte et large. Les oreilles sont droites et mesure entre 11 et 13,5 cm. Le fanon est toléré chez la femelle. Sa fourrure est dense, assez longue, lustrée et souple. Elle est de couleur bleu ardoise intense. Ses yeux sont gris-bleu foncé.

## Aptitudes
C’est un lapin docile. Il peut être mis à la reproduction à l’âge de 10 à 12 mois. On compte 6 à 14 lapereaux par portée, avec une moyenne de 9.

## Diffusion
Le bleu de Vienne va très vite gagner les pays frontaliers, où son origine et parfois discutée. Certains prétendent qu’il s’agit d’une race belge, quand d’autres le déclarent descendant du bélier bleu dont on aurait sélectionné les sujets aux oreilles dressées. En France il est très longtemps confondu avec le bleu de Beveren. Aujourd’hui, il est très répandu en Allemagne, en Suisse et aux Pays-Bas, et moins présent ailleurs sur le continent.